# Saint-Rambert-en-Bugey
Saint-Rambert-en-Bugey je francouzská obec v departementu Ain v regionu Auvergne-Rhône-Alpes. V roce 2012 zde žilo 2 216 obyvatel.

## Sousední obce
L'Abergement-de-Varey, Ambérieu-en-Bugey, Ambronay, Arandas, Argis, Cleyzieu, Conand, Nivollet-Montgriffon, Oncieu, Torcieu

## Vývoj počtu obyvatel
Počet obyvatel